# Tecticrater
Tecticrater is een geslacht van weekdieren uit de klasse van de Gastropoda (slakken).

## Soorten
- Tecticrater compressus (Suter, 1908)
- Tecticrater finlayi (Powell, 1937)
- Tecticrater grandis Crozier, 1966
- Tecticrater subcompressus (Powell, 1937)